# Internationaler Kreditverkehr
Als internationalen Kreditverkehr (englisch international lending) bezeichnet man das grenzüberschreitende Kreditangebot und die grenzüberschreitende Kreditnachfrage nach Krediten und Kreditderivaten.

## Allgemeines
Der internationale Kreditverkehr ist ein Komplementärmarkt zum nationalen Kreditmarkt und erfordert international freie Kapitalmärkte, die eine unbeschränkte Kapitalmobilität ermöglichen. Er entsteht, wenn die Konjunkturzyklen in mindestens zwei Staaten nicht mit gleicher Phase verlaufen (Phasenverschiebung) oder die Lagerhaltung Lagerkosten verursacht. Marktteilnehmer sind Nichtbanken wie Importeure und Exporteure von Waren, Dienstleistungen und Kapital, sowie Kreditinstitute und Staaten. Diese verfolgen kommerzielle Motive wie Güterexport und -import oder Geldanlage und -aufnahme. Darüber hinaus nimmt auch der Interbankenmarkt am internationalen Kreditverkehr teil. Spekulative Motive verfolgt die Spekulation bei erwarteten Zins- und/oder Wechselkursänderungen, an der sich Kreditinstitute im Rahmen des Eigenhandels beteiligen können. Auf- oder Abwertungsrisiken sind für das Verhalten der Teilnehmer am internationalen Kreditverkehr und damit letztlich auch für den internationalen Kreditverkehr selbst von größter Bedeutung. Die Transaktionen erfolgen in Heimatwährung oder Fremdwährung. In der Eurozone hat durch den Euro der internationale Kreditverkehr eine wichtige Barriere verloren, weil das zweitwichtigste Risiko – das Währungsrisiko – entfallen ist.
Der internationale Kreditverkehr setzt voraus, dass Kreditangebot und Kreditnachfrage aus zwei verschiedenen Staaten aufeinander treffen.

## Unterschiede zum nationalen Kreditverkehr

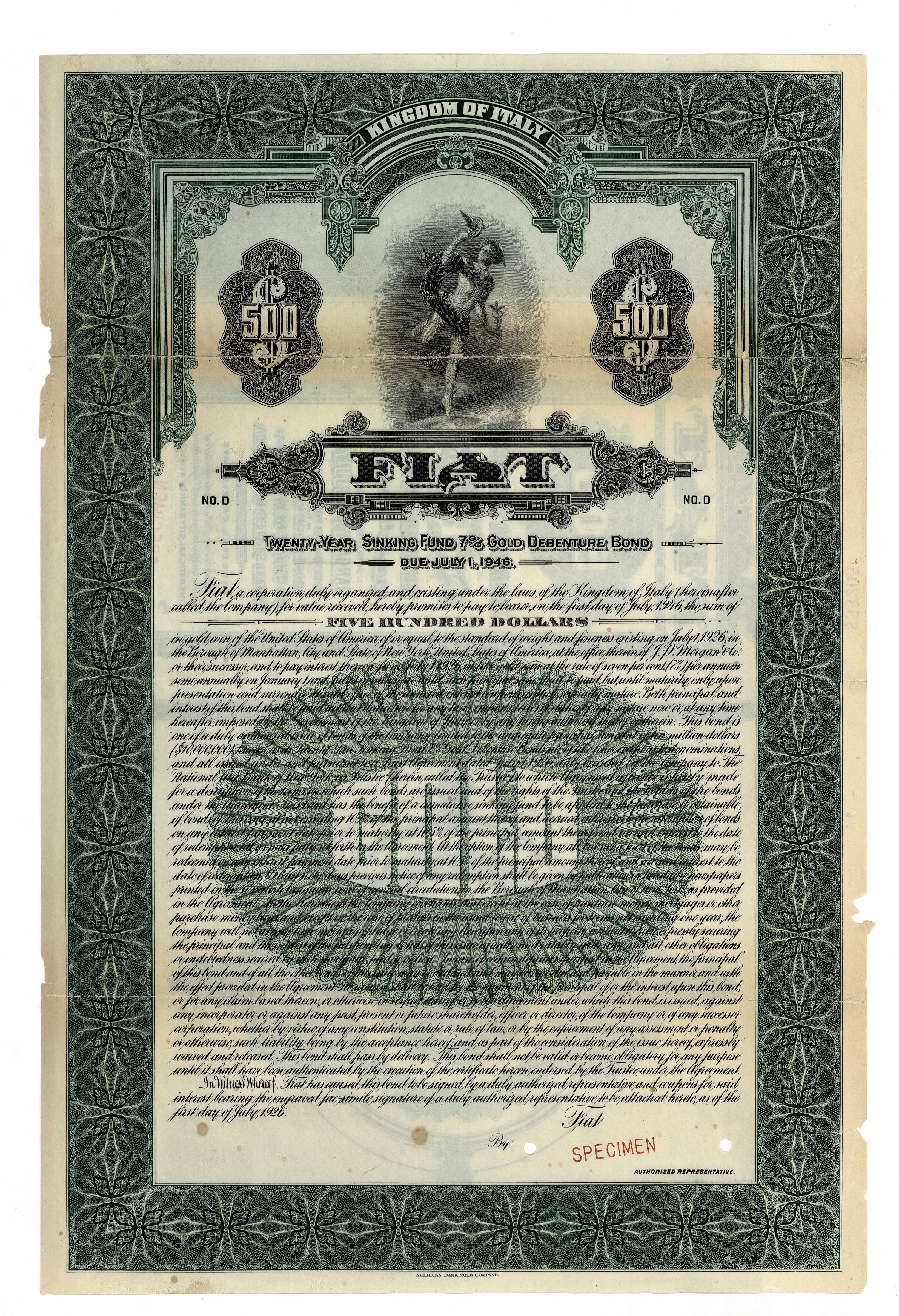
Specimen eines Gold Debenture Bonds von Fiat vom 1. Juli 1926

Die Gewährung internationaler Kredite unterscheidet sich wesentlich vom nationalen Kreditgeschäft. Während die Methoden der Kreditwürdigkeitsprüfung auch zur Analyse der Kreditfähigkeit und Kreditwürdigkeit der ausländischen Kreditnehmer angewandt werden können, dürfen die Besonderheiten des Untersuchungsmaterials nicht übersehen werden. Das gilt insbesondere für die Unterschiede im Gesellschafts-, Handels-, Bilanz- und Steuerrecht.
Üblich ist bei Verträgen, Kreditverträgen oder Anleihen die englische Sprache, bei der Jurisdiktion wird überwiegend Common Law oder US-amerikanisches Recht vereinbart. Deshalb tragen Kredite, Kreditverträge oder Anleihen und deren Inhalte englische Namen, zu denen es oft keine allgemein gebräuchliche deutsche Übersetzung gibt. Der angelsächsische Charakter hat sich auch auf die Kreditarten ausgewirkt, so dass etwa Kontokorrentkredite oder Bürgschaften im internationalen Kreditverkehr unbekannt sind. Wegen der Jurisdiktion kann kein deutsches Recht gelten, so dass allenfalls Kollisionsrecht anwendbar ist.

## Arten und Dokumentation
Dem internationalen Kreditverkehr stehen folgende Finanzierungsinstrumente zur Verfügung:
- Interbankenhandel: Die internationalen Kreditgewährungen der Kreditinstitute untereinander waren bis zur Insolvenz der Lehman Brothers im September 2008 eine der wesentlichen Refinanzierungsquellen der Banken. Die Lehman-Insolvenz ist der eigentliche Grund für den derzeitigen Attentismus der Kreditinstitute auf dem Interbankenmarkt. Statistisch ist nachweisbar, dass die Kreditinstitute seither dazu neigen, bei ihren Zentralbanken ihr Geld anzulegen und den Interbankenmarkt weitgehend zu ignorieren.[4][5]
- Konsortialkredite: Banken vergeben Kredite an internationale Großunternehmen im Rahmen der Syndizierung, wobei sich sowohl bei den Kreditarten als auch bei den Kreditverträgen internationale Standards herausgebildet haben.
- Kredithandel und der Handel mit Derivaten: Es besteht ein organisierter Handel zwischen Banken und anderen Finanzintermediären, die Kredite, Kreditderivate, Swaps, Options oder Futures austauschen. Gegenstand des Kredithandels sind bei Krediten insbesondere die fungiblen Transferable Loan Facilities.
- Wertpapierhandel: Auch der internationale Handel mit Schuldverschreibungen (insbesondere Staatsanleihen) gehört zum internationalen Kreditverkehr, da der Gläubiger beim Kauf ein Kreditrisiko gegenüber einem ausländischen Schuldner erwirbt.
- Die Außenhandelsfinanzierung übernimmt die Finanzierung des Außenhandels für Exporteure und Importeure.

Für eine standardisierte Dokumentation sorgen Nichtregierungsorganisationen wie Loan Market Association, Loan Syndications and Trading Association oder International Swaps and Derivatives Association. Standardisierte Finanzprodukte sind bei Krediten:
- Roll-over-Kredit: ist eine mittel- bis langfristig nutzbare, revolvierende Kreditlinie mit kurzfristigen Zinsanpassungsterminen, die zum nächsten Zinstermin weitergerollt (englisch „roll-over“) wird;
- Revolving Credit Facility: Die innerhalb des Kreditrahmens revolvierend in Anspruch genommenen Tranchen sind befristet und können nach Fristablauf bis zur Fälligkeit des Kreditrahmens prolongiert werden.
- Term-Loan-Facility: Der Kreditrahmen ist hinsichtlich Betrag, Laufzeit, Verzinsung und Rückzahlung[7] vollständig festgelegt. Ihre Inanspruchnahme muss bis zu einem bestimmten Zeitpunkt erfolgt sein, da der Kreditrahmen ansonsten verfällt.
- Stand-by-Facility: ist eine Kreditzusage, die zur Liquiditätssicherung dient und nur in Ausnahmefällen in Anspruch genommen wird. Sie wird von Ratingagenturen für den etwaigen Rückkauf der eigenen Commercial Papers des Kreditnehmers gefordert.
- Guarantee facilities / Contingencies: Im Rahmen der Kreditleihe werden von den Banken Avalkredite in Form von Bankgarantien oder ähnlichen Haftungsformen herausgelegt.

## Auswirkungen
Da der internationale Kreditverkehr grenzüberschreitend ist, sind Gläubiger mindestens einem Länderrisiko ausgesetzt, bei Fremdwährung besteht zusätzlich ein Kursrisiko, bei unterschiedlichen Zinsniveaus auch ein Zinsänderungsrisiko. Gegen Länderrisiken kann sich ein Exporteur durch Exportkreditversicherung absichern, Währungs- und Zinsänderungsrisiken sind durch Kurssicherungsgeschäfte oder Zinsswaps zu eliminieren.
Hemmende Faktoren für den internationalen Kreditverkehr sind Zinsdifferenzen und/oder Wechselkursänderungen. Spekulative Motive zielen genau auf diese Faktoren ab. Tendenziell fließen dann Kredite aus dem niedrigeren Zinsniveau in das Land mit einem höheren Zinsniveau. Dabei wirken das Kreditrisiko und das Länderrisiko als Barrieren, die durch eine entsprechend höhere Zinsdifferenz überwunden werden können. Eine Zinsdifferenz von beispielsweise 2 Prozentpunkten lenkt Kreditströme nur dann um, wenn das zusätzliche Kredit- und Länderrisiko geringer als diese 2 %-Punkte ist. Damit wirkt das Kredit- und Länderrisiko auf den internationalen Kreditverkehr genauso wie Transportkosten, die den internationalen Handel hemmen.
Der internationale Kreditverkehr kann die Vorstufe zur Übertragung von Gütern und Dienstleistungen darstellen. Danach zieht eine Kreditvergabe an das Ausland (Kapitalexport) einen Güterexport nach sich, so dass die Passivierung der Kapitalverkehrsbilanz zumindest teilweise durch eine Aktivierung der Leistungsbilanz kompensiert wird. Im Außenhandel führt nämlich der Export im Exportland zu einem Kapitalimport, der einen Rückgang der Fremdwährungsguthaben ausländischer Banken und damit der Auslandsverbindlichkeiten zur Folge hat und umgekehrt. Internationaler Kreditverkehr berührt damit auch die Leistungsbilanzen der beteiligten Staaten. Der internationale Kreditverkehr löst internationale Kapitalbewegungen aus, die in den nationalen Leistungsbilanzen reflektiert werden. Ein Land mit Leistungsbilanzüberschuss erwirbt Forderungen auf künftige Zahlungsströme aus dem Ausland, Leistungsbilanzdefizite erhöhen die Auslandsverbindlichkeiten.

## Zweck
Der internationale Kreditverkehr dient der Erleichterung des internationalen Zahlungsverkehrs, wenn die Fälligkeiten von Verbindlichkeiten und Forderungen einer Volkswirtschaft zeitlich auseinanderfallen. Internationale Kredit- und Schuldenbeziehungen lassen sich als eine Art Güterhandel betrachten, in dem – aus Inlandssicht – Gegenwartsgüter (Kreditgewährung, Kapitalexport) gegen Zukunftsgüter (Kreditrückzahlung, Kapitalimport) ausgetauscht werden. Dies nennt man intertemporaler Handel, bei dem ein bestimmtes Gut in der Gegenwart exportiert und in einer späteren Periode wieder importiert wird und umgekehrt. Das zunächst exportierende Land weist in der gegenwärtigen Periode einen Handelsbilanzüberschuss auf, kann aber künftig auch Handelsbilanzdefizite besitzen. Beim intertemporalen Handel wird in der Gegenwart gespart (oder sich verschuldet) und sich in der Zukunft verschuldet oder gespart. In der Realität sind die Höhe des angesammelten Kapitals und die der inländischen Kapitalanlagen nahezu deckungsgleich: Länder mit einem hohen Anteil an gesammeltem Kapital haben über lange Zeit auch eine hohe inländische Investitionsquote. Der Grund dafür ist, dass viele Länder ihr Kapital viel lieber im eigenen Land investieren, als es ins Ausland zu exportieren. Die auf lange Frist erzielten Gewinne, welche durch intertemporalen Handel erwirtschaftet werden könnten, werden somit nicht realisiert.